# Whirlpool (Buckethead)
Whirlpool è il centoquattordicesimo album in studio del chitarrista statunitense Buckethead, pubblicato il 7 ottobre 2014 dalla Hatboxghost Music.
Si tratta dell'ottantaquattresimo disco appartenente alla serie "Buckethead Pikes".

## Tracce
Musiche di Buckethead.
1. AA – 2:53
2. CC – 3:29
3. EE – 3:46
4. GG – 2:52
5. II – 3:42
6. KK – 2:10
7. MM – 2:53
8. OO – 2:37
9. QQ – 2:20
10. SS – 2:12

## Formazione
- Buckethead – chitarra, basso, programmazione